# Lee In-hun
Lee In-hun (koreanisch 이인훈; * 30. Juli 1970 in Seoul) ist ein ehemaliger südkoreanischer Eisschnellläufer.

## Werdegang
Lee kam bei den Juniorenweltmeisterschaften 1987 in Strömsund auf den neunten Platz im Kleinen-Mehrkampf und bei den Juniorenweltmeisterschaften 1988 in Seoul auf den vierten Rang im Kleinen-Mehrkampf. In der Saison 1988/89 nahm er in Innsbruck erstmals am Eisschnelllauf-Weltcup teil, wobei er den 26. Platz über 5000 m sowie die Plätze 27 und 26 über 500 m errang und lief bei den Juniorenweltmeisterschaften 1989 in Kiew auf den 16. Platz im Kleinen-Mehrkampf. In der folgenden Saison erreichte er in Innsbruck mit dem 15. Platz über 1500 m sein bestes Ergebnis im Weltcup und bei den Juniorenweltmeisterschaften 1990 in Obihiro den fünften Platz im Kleinen-Mehrkampf. Zudem wurde er bei den Winter-Asienspiele 1990 in Sapporo Achter über 1500 m und Sechster über 10000 m sowie gewann über 1500 m die Bronzemedaille. In der Saison 1990/91 lief er bei der Mehrkampfweltmeisterschaft 1991 in Heerenveen auf den 24. Platz im Großen-Vierkampf und bei der Winter-Universiade 1991 in Sapporo auf den 12. Platz über 10000 m, auf den neunten Rang über 5000 m sowie auf den achten Platz über 1500 m. Letztmals international startete er bei den Olympischen Winterspielen 1992 in Albertville, wobei er den 39. Platz über 1000 m und den 31. Rang über 500 m belegte.

## Erfolge

### Olympische Spiele
- 1992 Albertville: 31. Platz 500 m, 39. Platz 1000 m

### Mehrkampf-Weltmeisterschaften
- 1991 Heerenveen: 24. Platz Großer Vierkampf

### Winter-Asienspiele
- 1990 Sapporo: 3. Platz 1500 m, 6. Platz 10000 m, 8. Platz 5000 m

### Persönliche Bestzeiten
| Disziplin | Zeit         | Datum             | Ort        |
| --------- | ------------ | ----------------- | ---------- |
| 500 m     | 38,09 s      | 9. Februar 1991   | Heerenveen |
| 1000 m    | 1:18,76 min  | 23. November 1991 | Berlin     |
| 1500 m    | 1:57,47 min  | 9. Februar 1991   | Heerenveen |
| 3000 m    | 4:13,07 min  | 24. November 1990 | Inzell     |
| 5000 m    | 7:15,80 min  | 2. Dezember 1990  | Heerenveen |
| 10000 m   | 16:06,95 min | 7. März 1991      | Sapporo    |